# Azio II
Azio (prima metà del XIII secolo – 1277) è stato un vescovo cattolico italiano.

## Biografia
Azio fu nominato vescovo di Grosseto nel 1265, in seguito presumibilmente alla morte di Ugo di Ugurgeri, prendendo il nome di Azio II nelle cronotassi ufficiali. Il vescovo si ritrovò a governare la diocesi grossetana in un periodo storico delicato, essendo la città di Grosseto e i territori circostanti agitati dalle sommosse dei conti Aldobrandeschi e dalle continue schermaglie tra le casate maremmane e la città di Siena.
Morì nel 1277, come sono concordi nel riportare l'Ughelli, il Gams e l'Eubel. Alla sua morte, il capitolo della cattedrale di Grosseto elesse come successore il preposto Bindo di Montorgiali; tale scelta non fu approvata da papa Niccolò III, il quale preferì eleggere personalmente il successore di Azio nella figura del francescano Bartolomeo da Amelia.